# Dillichaur
Dillichaur (en népalais : दिल्लिचौर) est un comité de développement villageois du Népal situé dans le district de Jumla. Au recensement de 2011, il comptait 4 711 habitants.